# Huitième circonscription des Bouches-du-Rhône
La huitième circonscription des Bouches-du-Rhône est une division territoriale françaises dans lesquelles est élu un député de l'Assemblée nationale.
Créé en 1958, elle regroupe alors les 12e arrondissement et 13e arrondissement de Marseille, ainsi qu'une partie du 4e arrondissement et les cantons de Plan-de-Cucques et de Roquevaire. En 1986, elle est redécoupée et se retrouve à cheval sur les 11e arrondissement, 12e arrondissement et 13e arrondissement de Marseille. Lors du redécoupage de 2010, cette circonscription quitte la ville de Marseille pour regrouper les communes du canton de Berre-l'Etang, deux communes du canton de Salon-de-Provence-2 et trois communes du canton de Pélissanne.
Elle est aujourd'hui représentée à l'Assemblée nationale française lors de la XVIIe et actuelle législature, par Romain Tonussi, député Rassemblement national.

## Description géographique et démographique

### 1958-1986
Entre 1958 et 1986, la huitième circonscription des Bouches-du-Rhône était située sur les territoires suivants :
- le 12e arrondissement de Marseille ;
- le 13e arrondissement de Marseille ;
- les bureaux 56 à 63 du 4e arrondissement de Marseille ;
- le canton de Plan-de-Cucques ;
- le canton de Roquevaire.

### 1986-2012

La huitième circonscription entre 1986 et 2012.

Entre 1986 et 2012, la huitième circonscription des Bouches-du-Rhône était située dans les quartiers nord et est de la ville de Marseille et couvrait plus précisément :
- une partie du 11e arrondissement située à l'est d'une ligne définie par l'axe des voies ci-après : avenue William-Booth (à partir de la limite du 12e arrondissement), avenue Bernard-Lecache, boulevard de la Pomme, avenue Emmanuel-Allard, avenue du Docteur-Heckel, boulevard de la Valbarelle, avenue de Montélimar, avenue de Tarascon, avenue du Pontet, chemin de la Valbarelle à Saint-Marcel, traverse des Pionniers, par l'axe du canal de Marseille, par l'axe des voies ci-après : boulevard des Olivettes, boulevard du Parasol, boulevard du Plateau et traverse de la Haute-Granière, et par une ligne droite tracée dans le prolongement de la traverse de la Haute-Granière jusqu'à la limite du 10e arrondissement ;
- une partie du 12e arrondissement située à l'est d'une ligne définie par l'axe des voies ci-après : chemin de la Parette à partir de la limite du 11e arrondissement, impasse Gaston-de-Flotte et son prolongement piétonnier (ancienne traverse Gaston-de-Flotte) jusqu'à l'avenue Van-Gogh, avenue de la Fourragère, avenue des Caillols, avenue de la Figonne, traverse de Courtrai, traverse du Fort-Fouque, avenue du 24-avril-1915, rue Pierre-Béranger, traverse des Massaliottes, chemin des Sables, rue de Charleroi, boulevard des Fauvettes, boulevard Pinatel, chemin des Amaryllis, rue Charles-Kaddouz jusqu'à la limite du 13e arrondissement ;
- une partie du 13e arrondissement située à l'est d'une ligne définie par l'axe des voies ci-après : avenue du Merlan à la Rose (à partir de la limite du 14e arrondissement), boulevard Laveran, rue de Marathon, boulevard Bouge, boulevard Gémy, boulevard Barry, impasse Merle et son prolongement jusqu'à la limite du 12e arrondissement.

La population au sein de cette circonscription avant sa disparition en 2012 était estimée à 131 843 habitants.

### Depuis 2012
Lors du redécoupage des circonscriptions législatives françaises de 2010, la géographie de la circonscription a complètement changé puisqu'elle s'étend alors sur les communes du canton de Berre-l'Etang, du canton de Salon-de-Provence et du canton de Pélissanne. Mais en 2014, c'est au tour des cantons d'être redécoupés, ce qui a pour conséquence de ne plus avoir de superposition parfaite entre cantons et circonscriptions. Ainsi, malgré le fait qu'elles appartiennent plus forcément au même canton, la circonscription est composée des communes ci-dessous.

| Nom                  | Code Insee | Intercommunalité                   | Superficie (km2) | Population (dernière pop. légale) | Densité (hab./km2) |
| -------------------- | ---------- | ---------------------------------- | ---------------- | --------------------------------- | ------------------ |
| Aurons               | 13008      | Métropole d'Aix-Marseille-Provence | 12,82            | 559 (2022)                        | 44                 |
| Berre-l'Étang        | 13014      | Métropole d'Aix-Marseille-Provence | 43,64            | 13 941 (2022)                     | 319                |
| Cornillon-Confoux    | 13029      | Métropole d'Aix-Marseille-Provence | 14,95            | 1 619 (2022)                      | 108                |
| Coudoux              | 13118      | Métropole d'Aix-Marseille-Provence | 12,65            | 3 775 (2022)                      | 298                |
| Grans                | 13044      | Métropole d'Aix-Marseille-Provence | 27,6             | 5 382 (2022)                      | 195                |
| La Barben            | 13009      | Métropole d'Aix-Marseille-Provence | 22,85            | 852 (2022)                        | 37                 |
| La Fare-les-Oliviers | 13037      | Métropole d'Aix-Marseille-Provence | 13,98            | 8 953 (2022)                      | 640                |
| Lançon-Provence      | 13051      | Métropole d'Aix-Marseille-Provence | 68,92            | 9 627 (2022)                      | 140                |
| Pélissanne           | 13069      | Métropole d'Aix-Marseille-Provence | 19,11            | 10 799 (2022)                     | 565                |
| Rognac               | 13081      | Métropole d'Aix-Marseille-Provence | 17,46            | 12 335 (2022)                     | 706                |
| Saint-Chamas         | 13092      | Métropole d'Aix-Marseille-Provence | 26,71            | 8 669 (2022)                      | 325                |
| Salon-de-Provence    | 13103      | Métropole d'Aix-Marseille-Provence | 70,3             | 44 553 (2022)                     | 634                |
| Velaux               | 13112      | Métropole d'Aix-Marseille-Provence | 25,23            | 8 827 (2022)                      | 350                |
| Ventabren            | 13114      | Métropole d'Aix-Marseille-Provence | 26,32            | 5 613 (2022)                      | 213                |

La population légale au sein de cette circonscription en 2022 est de 135 504 habitants.

## Description historique et politique
C'est l'ordonnance du 13 octobre 1958 relative à l'élection des députés à l'Assemblée nationale qui créé la huitième circonscription des Bouches-du-Rhône lors du découpage du département en onze circonscriptions électorales.
Les élections législatives de 1986 se déroulent au scrutin proportionnel à un seul tour par listes départementales. Le nombre de sièges des Bouches-du-Rhône est alors porté de onze à seize. Toutefois, dès 1986, le retour au scrutin uninominal majoritaire à deux tours est adopté. Le nombre de sièges des Bouches-du-Rhône est alors maintenu à seize,, selon un nouveau découpage électoral qui prévoit huit circonscriptions pour Marseille et huit pour le reste du département. La huitième circonscription voit alors son territoire modifié en se concentrant uniquement sur la préfecture du département.
Enfin, le dernier découpage a été effectué en 2010 et est entrée en vigueur en 2012. Par rapport au découpage précédent, le nombre de circonscriptions n'a pas été modifié mais seulement sept circonscriptions sont désormais situées à Marseille et neuf dans le reste du département. C'est pour cette raison que la huitième circonscription quitte la ville de Marseille à cette occasion, pour se retrouver principalement sur l'ouest du territoire de l'ancienne 11e circonscription.

## Historique des résultats
| Législature | Début de mandat | Fin de mandat  | Député                            | Parti politique | Observations |
| ----------- | --------------- | -------------- | --------------------------------- | --------------- | --- |
| Ire         | 9 décembre 1958 | 9 octobre 1962 | Pascal Marchetti                  | UNR             | Mandat écourté à la suite d'une dissolution parlementaire décidée par Charles de Gaulle.                                                         |
| IIe         | 6 décembre 1962 | 2 avril 1967   | Jean Masse                        | SFIO            | Conseiller général du canton de Marseille-Nord-Est.                                                                                              |
| IIIe        | 3 avril 1967    | 30 mai 1968    | Jean Masse                        | FDGS            | Conseiller général du canton de Marseille-Nord-Est. Mandat écourté à la suite d'une dissolution parlementaire décidée par Charles de Gaulle.     |
| IVe         | 11 juillet 1968 | 1er avril 1973 | Jean Masse                        | FDGS            | Conseiller général du canton de Marseille-Nord-Est.                                                                                              |
| Ve          | 2 avril 1973    | 2 avril 1978   | Jean Masse                        | PSRG            | Conseiller général du canton de Marseille-Nord-Est.                                                                                              |
| VIe         | 3 avril 1978    | 22 mai 1981    | Marcel Tassy                      | PCF             | Conseiller général du canton de Marseille-Saint-Just. Mandat écourté à la suite d'une dissolution parlementaire décidée par François Mitterrand. |
| VIIe        | 2 juillet 1981  | 1er avril 1986 | Marius Masse                      | PS              | |
| IXe         | 23 juin 1988    | 1er avril 1993 | Marius Masse                      | PS              | |
| Xe          | 2 avril 1993    | 21 avril 1997  | Marius Masse                      | PS              | Mandat écourté à la suite d'une dissolution parlementaire décidée par Jacques Chirac.                                                            |
| XIe         | 12 juin 1997    | 18 juin 2002   | Marius Masse                      | PS              | |
| XIIe        | 19 juin 2002    | 19 juin 2007   | Christophe Masse                  | PS              | Conseiller général du Canton de Marseille-Les Trois Lucs.                                                                                        |
| XIIIe       | 20 juin 2007    | 19 juin 2012   | Valérie Boyer                     | UMP             | Adjointe au Maire de Marseille. |
| XIVe        | 20 juin 2012    | 20 juin 2017   | Olivier Ferrand Jean-Pierre Maggi | PS              | Décédé le 30 juin 2012 seulement 10 jours après le début de son mandat. Maire de Velaux.                                                         |
| XVe         | 21 juin 2017    | 21 juin 2022   | Jean-Marc Zulesi                  | LREM            | |
| XVIe        | 22 juin 2022    | 9 juin 2024    | Jean-Marc Zulesi                  | LREM-Ensemble   | Mandat écourté à la suite d'une dissolution parlementaire décidée par Emmanuel Macron.                                                           |

## Historique des élections

### Élections législatives de 1958
| Candidat       | Candidat             | Parti          | Premier tour | Premier tour | Second tour | Second tour |  |
| Candidat       | Candidat             | Parti          | Voix         | %            | Voix        | %           |  |
| -------------- | -------------------- | -------------- | ------------ | ------------ | ----------- | ----------- |  |
|                | Gaston Defferre      | SFIO           | 18 306       | 39,02        | 18 535      | 38,53       |  |
|                | Marcel Guizard       | PCF            | 11 235       | 23,95        | 10 825      | 22,5        |  |
|                | Pascal Marchetti élu | UNR            | 8 953        | 19,08        | 18 749      | 38,97       |  |
|                | Henry Moreau         | Extrême droite | 3 847        | 8,2          | Retrait     | Retrait     |  |
|                | Édouard Devictor     | MRP            | 2 383        | 5,08         | Retrait     | Retrait     |  |
|                | Roger Ceris          | CNIP           | 1 696        | 3,61         |             |             |  |
|                | Jacques Loock        | UFF            | 499          | 1,06         |             |             |  |
|                |                      |                |              |              |             |             |  |
| Inscrits       | Inscrits             | Inscrits       | 63 843       | 100,00       | 63 915      | 100,00      |  |
| Abstentions    | Abstentions          | Abstentions    | 15 939       | 24,97        | 15 141      | 23,69       |  |
| Votants        | Votants              | Votants        | 47 904       | 75,03        | 48 774      | 76,31       |  |
| Blancs et nuls | Blancs et nuls       | Blancs et nuls | 985          | 2,06         | 665         | 1,36        |  |
| Exprimés       | Exprimés             | Exprimés       | 46 919       | 97,94        | 48 109      | 98,64       |  |

Le suppléant de Pascal Marchetti était Maurice Bertrand, employé, de Plan-de-Cuques.

### Élections législatives de 1962
| Candidat       | Candidat                 | Parti          | Premier tour | Premier tour | Second tour | Second tour |  |
| Candidat       | Candidat                 | Parti          | Voix         | %            | Voix        | %           |  |
| -------------- | ------------------------ | -------------- | ------------ | ------------ | ----------- | ----------- |  |
|                | Jean Masse élu           | SFIO           | 14 446       | 33,35        | 27 228      | 61,91       |  |
|                | Pascal Marchetti sortant | UNR-UDT        | 12 157       | 28,07        | 16 749      | 38,09       |  |
|                | Marcel Guizard           | PCF            | 11 438       | 26,41        | Retrait     | Retrait     |  |
|                | François Puget           | MRP            | 3 269        | 7,55         | Retrait     | Retrait     |  |
|                | Thomas Fondo             | Extrême droite | 2 005        | 4,63         |             |             |  |
|                |                          |                |              |              |             |             |  |
| Inscrits       | Inscrits                 | Inscrits       | 68 503       | 100,00       | 67 826      | 100,00      |  |
| Abstentions    | Abstentions              | Abstentions    | 24 306       | 35,48        | 21 949      | 32,36       |  |
| Votants        | Votants                  | Votants        | 44 197       | 64,52        | 45 877      | 67,64       |  |
| Blancs et nuls | Blancs et nuls           | Blancs et nuls | 882          | 2            | 1 900       | 4,14        |  |
| Exprimés       | Exprimés                 | Exprimés       | 43 315       | 98           | 43 977      | 95,86       |  |

Paul Pasquini, retraité de la Mairie de Marseille, était le suppléant de Jean Masse.

### Élections législatives de 1967
| Candidat       | Candidat                 | Parti                     | Premier tour | Premier tour | Second tour | Second tour |  |
| Candidat       | Candidat                 | Parti                     | Voix         | %            | Voix        | %           |  |
| -------------- | ------------------------ | ------------------------- | ------------ | ------------ | ----------- | ----------- |  |
|                | Jean Masse sortant réélu | FGDS (SFIO)               | 19 489       | 33,66        | 36 629      | 64,48       |  |
|                | Lucien Molino            | PCF                       | 15 624       | 26,99        | Retrait     | Retrait     |  |
|                | Maurice Bertrand         | UD-Ve                     | 14 046       | 24,26        | 20 182      | 35,52       |  |
|                | François Roure           | CD (PDM)                  | 4 473        | 7,73         |             |             |  |
|                | Yves Brunet              | REL                       | 1 741        | 3,01         |             |             |  |
|                | François Sabiani         | Divers droite (Gaulliste) | 1 641        | 2,83         |             |             |  |
|                | Charles Bonelli          | Extrême gauche            | 879          | 1,52         |             |             |  |
|                |                          |                           |              |              |             |             |  |
| Inscrits       | Inscrits                 | Inscrits                  | 79 193       | 100,00       | 79 190      | 100,00      |  |
| Abstentions    | Abstentions              | Abstentions               | 20 115       | 25,4         | 20 646      | 26,07       |  |
| Votants        | Votants                  | Votants                   | 59 078       | 74,6         | 58 544      | 73,93       |  |
| Blancs et nuls | Blancs et nuls           | Blancs et nuls            | 1 185        | 2,01         | 1 733       | 2,96        |  |
| Exprimés       | Exprimés                 | Exprimés                  | 57 893       | 97,99        | 56 811      | 97,04       |  |

Paul Pasquini était le suppléant de Jean Masse.

### Élections législatives de 1968
| Candidat       | Candidat                 | Parti          | Premier tour | Premier tour | Second tour | Second tour |  |
| Candidat       | Candidat                 | Parti          | Voix         | %            | Voix        | %           |  |
| -------------- | ------------------------ | -------------- | ------------ | ------------ | ----------- | ----------- |  |
|                | Maurice Bertrand         | UDR (URP)      | 23 862       | 42,27        | 26 661      | 47,28       |  |
|                | Jean Masse sortant réélu | FGDS (SFIO)    | 17 095       | 30,28        | 29 726      | 52,72       |  |
|                | Marcel Tassy             | PCF            | 13 804       | 24,45        | Retrait     | Retrait     |  |
|                | Gilbert Raffin           | PSU            | 1 691        | 3            |             |             |  |
|                |                          |                |              |              |             |             |  |
| Inscrits       | Inscrits                 | Inscrits       | 77 928       | 100,00       | 77 938      | 100,00      |  |
| Abstentions    | Abstentions              | Abstentions    | 20 127       | 25,83        | 20 314      | 26,06       |  |
| Votants        | Votants                  | Votants        | 57 801       | 74,17        | 57 624      | 73,94       |  |
| Blancs et nuls | Blancs et nuls           | Blancs et nuls | 1 349        | 2,33         | 1 237       | 2,15        |  |
| Exprimés       | Exprimés                 | Exprimés       | 56 452       | 97,67        | 56 387      | 97,85       |  |

Paul Pasquini était le suppléant de Jean Masse.

### Élections législatives de 1973
| Candidat       | Candidat                 | Parti          | Premier tour | Premier tour | Second tour | Second tour |  |
| Candidat       | Candidat                 | Parti          | Voix         | %            | Voix        | %           |  |
| -------------- | ------------------------ | -------------- | ------------ | ------------ | ----------- | ----------- |  |
|                | Jean Masse sortant réélu | PS (UGSD)      | 20 846       | 31,6         | 40 699      | 61,38       |  |
|                | Marcel Tassy             | PCF            | 18 300       | 27,74        | Retrait     | Retrait     |  |
|                | Maurice Bertrand         | UDR (URP)      | 16 349       | 24,78        | 25 613      | 38,62       |  |
|                | Robert Vincent           | CD (MR)        | 7 923        | 12,01        |             |             |  |
|                | Jean-Pierre Berbérian    | FN             | 1 501        | 2,28         |             |             |  |
|                | Michelle Rebeaux         | LO             | 1 046        | 1,59         |             |             |  |
|                |                          |                |              |              |             |             |  |
| Inscrits       | Inscrits                 | Inscrits       | 88 308       | 100,00       | 88 313      | 100,00      |  |
| Abstentions    | Abstentions              | Abstentions    | 21 165       | 23,97        | 20 146      | 22,81       |  |
| Votants        | Votants                  | Votants        | 67 143       | 76,03        | 68 167      | 77,19       |  |
| Blancs et nuls | Blancs et nuls           | Blancs et nuls | 1 178        | 1,75         | 1 855       | 2,72        |  |
| Exprimés       | Exprimés                 | Exprimés       | 65 965       | 98,25        | 66 312      | 97,28       |  |

Lucien Weygand était le suppléant de Jean Masse.

### Élections législatives de 1978
| Candidat       | Candidat         | Parti          | Premier tour | Premier tour | Second tour | Second tour |  |
| Candidat       | Candidat         | Parti          | Voix         | %            | Voix        | %           |  |
| -------------- | ---------------- | -------------- | ------------ | ------------ | ----------- | ----------- |  |
|                | Marcel Tassy élu | PCF            | 26 404       | 31,28        | 47 243      | 54,28       |  |
|                | Lucien Weygand   | PS             | 20 921       | 24,79        | Retrait     | Retrait     |  |
|                | Max Ginovès      | UDF (PR)       | 14 865       | 17,61        | 39 789      | 45,72       |  |
|                | Claude Anglès    | RPR            | 12 914       | 15,3         |             |             |  |
|                | Annie Maurissen  | Écologie 78    | 4 056        | 4,81         |             |             |  |
|                | Gérard Teyssier  | UGP            | 2 135        | 2,53         |             |             |  |
|                | Alain Morelli    | Divers droite  | 1 347        | 1,6          |             |             |  |
|                | Pierre Chaumard  | LO             | 904          | 1,07         |             |             |  |
|                | Guy Pantaleo     | FN             | 855          | 1,01         |             |             |  |
|                |                  |                |              |              |             |             |  |
| Inscrits       | Inscrits         | Inscrits       | 108 950      | 100,00       | 108 941     | 100,00      |  |
| Abstentions    | Abstentions      | Abstentions    | 23 257       | 21,35        | 19 253      | 17,67       |  |
| Votants        | Votants          | Votants        | 85 693       | 78,65        | 89 688      | 82,33       |  |
| Blancs et nuls | Blancs et nuls   | Blancs et nuls | 1 292        | 1,51         | 2 656       | 2,96        |  |
| Exprimés       | Exprimés         | Exprimés       | 84 401       | 98,49        | 87 032      | 97,04       |  |

Colette Chauvin, étudiante, conseillère générale du canton de Marseille-Saint-Just, était la suppléante de Marcel Tassy.

### Élections législatives de 1981
Les élections législatives françaises de 1981 ont lieu les dimanches 14 et 21 juin 1981. Le député sortant est Marcel Tassy qui se présente à sa propre succession. Fait rarissime lors de cette élection, aucun candidat ne se présente au second tour face au candidat ayant terminé à la première place lors du premier tour.
| Candidat           | Candidat             | Parti          | Premier tour | Premier tour | Second tour | Second tour |  |
| Candidat           | Candidat             | Parti          | Voix         | %            | Voix        | %           |  |
| ------------------ | -------------------- | -------------- | ------------ | ------------ | ----------- | ----------- |  |
|                    | Marius Masse élu     | PS             | 27 688       | 37,64        | 48 336      | 100,00      |  |
|                    | Marcel Tassy sortant | PCF            | 20 772       | 28,25        | Retrait     | Retrait     |  |
|                    | Jean Chélini         | UDF (CDS)      | 12 712       | 17,27        |             |             |  |
|                    | Pierre Payan         | RPR (UNM)      | 10 432       | 14,18        |             |             |  |
|                    | Guy Pantaleo         | FN             | 1 027        | 1,39         |             |             |  |
|                    | Edmond Garcin        | Divers gauche  | 732          | 1,00         |             |             |  |
|                    | Yves Coquin          | Divers droite  | 192          | 0,26         |             |             |  |
|                    |                      |                |              |              |             |             |  |
| Inscrits           | Inscrits             | Inscrits       | 116 056      | 100,00       | 116 052     | 100,00      |  |
| Abstentions        | Abstentions          | Abstentions    | 41 716       | 35,94        | 53 728      | 46,3        |  |
| Votants            | Votants              | Votants        | 74 340       | 64,06        | 62 324      | 53,7        |  |
| Blancs et nuls     | Blancs et nuls       | Blancs et nuls | 785          | 1,06         | 13 988      | 22,44       |  |
| Exprimés           | Exprimés             | Exprimés       | 73 555       | 98,94        | 48 336      | 77,56       |  |
| Source : Data.gouv |                      |                |              |              |             |             |  |

Le taux d'abstention est de 36,62 % au premier tour et de 58,34 % au second.
Jean-Luc Vigne, cadre commercial PTT, était le suppléant de Marius Masse.

### Élections législatives de 1986
Les élections législatives françaises de 1986 ont lieu le dimanche 16 mars 1986. Ces élections marquent un tournant dans l'histoire de la Ve République. En effet, pour la première fois sous la Cinquième République, elles se sont déroulées intégralement au scrutin proportionnel (listes départementales) à un seul tour.
| Partis politiques | Partis politiques | Scores          | Scores      | Sièges | Élus                                                                          |
| Partis politiques | Partis politiques | Circonscription | Département | Sièges | Élus                                                                          |
| ----------------- | ----------------- | --------------- | ----------- | ------ | ----------------------------------------------------------------------------- |
|                   | PS                | 27,17 %         | 25,85 %     | 5      | Gaston Defferre Michel Pezet Philippe Sanmarco Jacques Siffre Michel Vauzelle |
|                   | FN                | 25,57 %         | 22,53 %     | 4      | Pascal Arrighi Gabriel Domenech Ronald Perdomo Jean Roussel                   |
|                   | UDF               | 20,30 %         | 21,64 %     | 4      | Roland Blum Jean-Claude Gaudin Jean-Pierre de Peretti Jean Roatta             |
|                   | PCF               | 15,23 %         | 14,47 %     | 2      | Guy Hermier Vincent Porelli                                                   |
|                   | RPR               | 7,14 %          | 9,48 %      | 1      | Maurice Toga                                                                  |
|                   | SE                | 2,38 %          | 3,38 %      | 0      |                                                                               |
|                   | SE                | 1,15 %          | 1,59 %      | 0      |                                                                               |
|                   | SE                | 1,07 %          | 1,05 %      | 0      |                                                                               |

Le taux d'abstention est de 29,02 % dans la circonscription.

### Élections législatives de 1988
Les élections législatives françaises de 1988 ont lieu les dimanches 5 et 12 juin 1988.
| Candidat           | Candidat          | Parti          | Premier tour | Premier tour | Second tour | Second tour |  |
| Candidat           | Candidat          | Parti          | Voix         | %            | Voix        | %           |  |
| ------------------ | ----------------- | -------------- | ------------ | ------------ | ----------- | ----------- |  |
|                    | Marius Masse élu  | PS             | 14 792       | 36,75        | 24 846      | 56,42       |  |
|                    | Jean-Marie Le Pen | FN             | 13 213       | 32,83        | 19 185      | 43,57       |  |
|                    | Raymond Gola      | RPR (URC)      | 5 850        | 14,53        |             |             |  |
|                    | Marcel Tassy      | PCF            | 5 742        | 14,26        |             |             |  |
|                    | Samuel Johsua     | LCR            | 304          | 0,75         |             |             |  |
|                    | Gérard Touati     | Divers droite  | 237          | 0,58         |             |             |  |
|                    | Saada Namane      | Divers droite  | 106          | 0,26         |             |             |  |
|                    |                   |                |              |              |             |             |  |
| Inscrits           | Inscrits          | Inscrits       | 64 154       | 100,00       | 64 149      | 100,00      |  |
| Abstentions        | Abstentions       | Abstentions    | 23 365       | 36,42        | 18 607      | 29,01       |  |
| Votants            | Votants           | Votants        | 40 789       | 63,58        | 45 542      | 70,99       |  |
| Blancs et nuls     | Blancs et nuls    | Blancs et nuls | 545          | 1,34         | 1 511       | 3,32        |  |
| Exprimés           | Exprimés          | Exprimés       | 40 244       | 98,66        | 44 031      | 96,68       |  |
| Source : Data.gouv |                   |                |              |              |             |             |  |

Jean Bonat, agent de la Seita retraité, Vice-Président du Conseil général, adjoint au maire de Marseille, était le suppléant de Marius Masse.

### Élections législatives de 1993
| Candidat       | Candidat                   | Parti          | Premier tour | Premier tour | Second tour | Second tour |  |
| Candidat       | Candidat                   | Parti          | Voix         | %            | Voix        | %           |  |
| -------------- | -------------------------- | -------------- | ------------ | ------------ | ----------- | ----------- |  |
|                | Pierre Chevalier           | RPR (UPF)      | 9 652        | 27,28        | 13 547      | 35,54       |  |
|                | Yvon Claire                | FN             | 8 915        | 25,19        | 8 773       | 23,01       |  |
|                | Marius Masse sortant réélu | PS (ADFP)      | 8 045        | 22,74        | 15 801      | 41,45       |  |
|                | Rudy Vigier                | PCF            | 4 426        | 12,51        |             |             |  |
|                | Pierre Aplincourt          | GÉ (EÉ)        | 2 492        | 7,04         |             |             |  |
|                | Fabienne Scheibling        | LT-LNÉ         | 1 197        | 3,38         |             |             |  |
|                | Claudine Rodinson          | LO             | 538          | 1,52         |             |             |  |
|                | Patrick Coulon             | PLN            | 120          | 0,34         |             |             |  |
|                |                            |                |              |              |             |             |  |
| Inscrits       | Inscrits                   | Inscrits       | 62 601       | 100,00       | 62 501      | 100,00      |  |
| Abstentions    | Abstentions                | Abstentions    | 25 768       | 41,16        | 22 747      | 36,39       |  |
| Votants        | Votants                    | Votants        | 36 833       | 58,84        | 39 754      | 63,61       |  |
| Blancs et nuls | Blancs et nuls             | Blancs et nuls | 1 448        | 3,93         | 1 633       | 4,11        |  |
| Exprimés       | Exprimés                   | Exprimés       | 35 385       | 96,07        | 38 121      | 95,89       |  |

Jean Bonat était le suppléant de Marius Masse.

### Élections législatives de 1997
Les élections législatives françaises de 1997 ont lieu les dimanches 25 mai et 1er juin 1997. Le député sortant est Marius Masse qui se présente à sa propre succession.
| Candidat                     | Candidat                   | Parti                  | Premier tour | Premier tour | Second tour | Second tour |  |
| Candidat                     | Candidat                   | Parti                  | Voix         | %            | Voix        | %           |  |
| ---------------------------- | -------------------------- | ---------------------- | ------------ | ------------ | ----------- | ----------- |  |
|                              | Marius Masse sortant réélu | PS                     | 10 455       | 28,88        | 21 968      | 59,06       |  |
|                              | Yvon Claire                | FN                     | 10 199       | 28,18        | 15 225      | 40,94       |  |
|                              | Maurice Talazac            | RPR                    | 7 456        | 20,60        |             |             |  |
|                              | Rudy Vigier                | PCF                    | 4 829        | 13,34        |             |             |  |
|                              | Claudine Rodinson          | Extrême gauche (LO)    | 918          | 2,54         |             |             |  |
|                              | Alain Boyer                | Divers écologiste (GÉ) | 687          | 1,90         |             |             |  |
|                              | Christine Bouard           | Divers écologiste      | 530          | 1,46         |             |             |  |
|                              | Fabienne Scheibling        | Divers écologiste      | 504          | 1,39         |             |             |  |
|                              | Henri De Matos             | Divers                 | 301          | 0,83         |             |             |  |
|                              | Jeanne Calderon            | Extrême gauche (PT)    | 260          | 0,72         |             |             |  |
|                              | Bernard Bocchino           | PLN                    | 59           | 0,16         |             |             |  |
|                              |                            |                        |              |              |             |             |  |
| Inscrits                     | Inscrits                   | Inscrits               | 60 356       | 100,00       | 60 356      | 100,00      |  |
| Abstentions                  | Abstentions                | Abstentions            | 22 979       | 38,07        | 19 902      | 32,97       |  |
| Votants                      | Votants                    | Votants                | 37 377       | 61,93        | 40 454      | 67,03       |  |
| Blancs et nuls               | Blancs et nuls             | Blancs et nuls         | 1 179        | 3,15         | 3 261       | 8,06        |  |
| Exprimés                     | Exprimés                   | Exprimés               | 36 198       | 96,85        | 37 193      | 91,94       |  |
| Source : Assemblée nationale |                            |                        |              |              |             |             |  |

Jean Bonat était le suppléant de Marius Masse.

### Élections législatives de 2002
| Candidat       | Candidat                   | Parti             | Premier tour | Premier tour | Second tour | Second tour |  |
| Candidat       | Candidat                   | Parti             | Voix         | %            | Voix        | %           |  |
| -------------- | -------------------------- | ----------------- | ------------ | ------------ | ----------- | ----------- |  |
|                | Christophe Masse élu       | PS                | 13 996       | 35,66        | 16 241      | 44,56       |  |
|                | Jacques Rocca Serra        | UDF (UMP)         | 10 521       | 26,81        | 13 426      | 36,84       |  |
|                | Stéphane Durbec            | FN                | 8 276        | 21,09        | 6 777       | 18,6        |  |
|                | Alain Persia               | RPF               | 1 470        | 3,75         |             |             |  |
|                | Yvon Claire                | MNR               | 1 209        | 3,08         |             |             |  |
|                | Henri Cougourdan           | diss. UDF         | 613          | 1,56         |             |             |  |
|                | Thérèse Di Cristo          | LO                | 523          | 1,33         |             |             |  |
|                | Fabienne Scheibling        | LT-LNÉ            | 472          | 1,2          |             |             |  |
|                | Lucien Morini              | CPNT              | 431          | 1,1          |             |             |  |
|                | Maurice Pruneta            | Pôle républicain  | 397          | 1,01         |             |             |  |
|                | Patrick Grenier            | LO                | 378          | 0,96         |             |             |  |
|                | Philippe Scotto Di Vettimo | Divers écologiste | 286          | 0,73         |             |             |  |
|                | Abel Djerari               | Divers            | 180          | 0,46         |             |             |  |
|                | Robert Papazian            | GÉ                | 162          | 0,41         |             |             |  |
|                | Jean-Marie Tribout         | PT                | 117          | 0,3          |             |             |  |
|                | Chantal Olivier            | Divers écologiste | 101          | 0,26         |             |             |  |
|                | Chahrnaz Hechmati          | MÉI               | 84           | 0,21         |             |             |  |
|                | José Irles Marcos          | Divers            | 27           | 0,07         |             |             |  |
|                | Laure Faudin               | Divers            | 0            | 0            |             |             |  |
|                |                            |                   |              |              |             |             |  |
| Inscrits       | Inscrits                   | Inscrits          | 64 346       | 100,00       | 64 342      | 100,00      |  |
| Abstentions    | Abstentions                | Abstentions       | 24 412       | 37,94        | 27 247      | 42,35       |  |
| Votants        | Votants                    | Votants           | 39 934       | 62,06        | 37 095      | 57,65       |  |
| Blancs et nuls | Blancs et nuls             | Blancs et nuls    | 691          | 1,73         | 651         | 1,75        |  |
| Exprimés       | Exprimés                   | Exprimés          | 39 243       | 98,27        | 36 444      | 98,25       |  |

Jean Bonat était le suppléant de Christophe Masse.

### Élections législatives de 2007
| Candidat       | Candidat                    | Parti          | Premier tour | Premier tour | Second tour | Second tour |  |
| Candidat       | Candidat                    | Parti          | Voix         | %            | Voix        | %           |  |
| -------------- | --------------------------- | -------------- | ------------ | ------------ | ----------- | ----------- |  |
|                | Valérie Boyer élue          | UMP            | 17 077       | 41,16        | 20 872      | 50,24       |  |
|                | Christophe Masse sortant    | PS             | 13 795       | 33,25        | 20 676      | 49,76       |  |
|                | Stéphane Durbec             | FN             | 3 341        | 8,05         |             |             |  |
|                | Sonia Arzano                | UDF–MoDem      | 2 139        | 5,16         |             |             |  |
|                | Michèle Ledesma             | PCF            | 1 470        | 3,54         |             |             |  |
|                | Jean-Marie Battini          | LCR            | 925          | 2,23         |             |             |  |
|                | Bruno Cocaign               | Les Verts      | 492          | 1,19         |             |             |  |
|                | Francis Belotti             | LT-LNÉ         | 488          | 1,18         |             |             |  |
|                | Denise Picq                 | MHAN           | 428          | 1,03         |             |             |  |
|                | Olga Dhamelincourt- Pibarot | Divers droite  | 269          | 0,65         |             |             |  |
|                | Françoise Latour            | GÉ             | 249          | 0,6          |             |             |  |
|                | Gérard Fleury               | MNR            | 245          | 0,59         |             |             |  |
|                | Patrick Grenier             | LO             | 228          | 0,55         |             |             |  |
|                | Abel Djerari                | Divers         | 215          | 0,52         |             |             |  |
|                | Élisabeth Harmitt           | Divers         | 127          | 0,31         |             |             |  |
|                | Emmanuelle Barreyre         | Divers         | 0            | 0            |             |             |  |
|                |                             |                |              |              |             |             |  |
| Inscrits       | Inscrits                    | Inscrits       | 74 134       | 100,00       | 74 123      | 100,00      |  |
| Abstentions    | Abstentions                 | Abstentions    | 32 086       | 43,28        | 31 682      | 42,74       |  |
| Votants        | Votants                     | Votants        | 42 048       | 56,72        | 42 441      | 57,26       |  |
| Blancs et nuls | Blancs et nuls              | Blancs et nuls | 560          | 1,33         | 893         | 2,1         |  |
| Exprimés       | Exprimés                    | Exprimés       | 41 488       | 98,67        | 41 548      | 97,9        |  |

Le suppléant de Valérie Boyer était Michel Bourgat, médecin généraliste.

### Élections législatives de 2012
| Candidat       | Candidat               | Parti          | Premier tour | Premier tour | Second tour | Second tour |  |
| Candidat       | Candidat               | Parti          | Voix         | %            | Voix        | %           |  |
| -------------- | ---------------------- | -------------- | ------------ | ------------ | ----------- | ----------- |  |
|                | Nicolas Isnard         | UMP            | 17 601       | 32,60        | 22 013      | 39,91       |  |
|                | Olivier Ferrand élu    | PS (EÉLV)      | 17 034       | 31,55        | 22 331      | 40,48       |  |
|                | Gérald Gérin           | RBM (FN)       | 11 863       | 21,97        | 10 816      | 19,61       |  |
|                | Hélène Le Cacheux      | FG (PG) (PCF)  | 3 112        | 5,76         |             |             |  |
|                | Claude Cortesi         | CpF (MoDem)    | 1 439        | 2,67         |             |             |  |
|                | Jean-Yves Pied         | Extrême droite | 609          | 1,13         |             |             |  |
|                | Rosa Alba Silvestri    | diss. PRG      | 581          | 1,08         |             |             |  |
|                | Jean Frizzi            | LT-LNÉ         | 495          | 0,92         |             |             |  |
|                | Jean-François Dorbeaux | DLR            | 322          | 0,60         |             |             |  |
|                | Hakim Hallalen         | AC             | 259          | 0,48         |             |             |  |
|                | José-Ramon Guardia     | MNR            | 225          | 0,42         |             |             |  |
|                | Denis Vial             | Divers         | 200          | 0,37         |             |             |  |
|                | Antonia Luciani Garcia | FC (RP&S, POC) | 133          | 0,25         |             |             |  |
|                | Frédéric Kechra        | LO             | 123          | 0,23         |             |             |  |
|                |                        |                |              |              |             |             |  |
| Inscrits       | Inscrits               | Inscrits       | 93 086       | 100,00       | 93 083      | 100,00      |  |
| Abstentions    | Abstentions            | Abstentions    | 38 395       | 41,25        | 37 089      | 39,85       |  |
| Votants        | Votants                | Votants        | 54 691       | 58,75        | 55 994      | 60,15       |  |
| Blancs et nuls | Blancs et nuls         | Blancs et nuls | 695          | 1,27         | 834         | 1,49        |  |
| Exprimés       | Exprimés               | Exprimés       | 53 996       | 98,73        | 55 160      | 98,51       |  |

Le suppléant d'Olivier Ferrand était Jean-Pierre Maggi, maire de Velaux. Jean-Pierre Maggi remplaça Olivier Ferrand, décédé, du 1er juillet 2012 au 20 juin 2017. Il siégeait au groupe radical, démocrate et progressiste.

### Élections législatives de 2017
Les élections législatives françaises de 2017 ont lieu les dimanches 11 et 18 juin 2017.
|                                                                                   | |                           |                           |                          |                          |
|                                                                                   | | Premier tour 11 juin 2017 | Premier tour 11 juin 2017 | Second tour 18 juin 2017 | Second tour 18 juin 2017 |
|                                                                                   | |                           |                           |                          |                          |
|                                                                                   | | Nombre                    | % des inscrits            | Nombre                   | % des inscrits           |
| Inscrits                                                                          | Inscrits | 100 094                   | 100,00                    | 100 092                  | 100,00                   |
| Abstentions                                                                       | Abstentions                                                                                                 | 52 788                    | 52,74                     | 58 243                   | 58,19                    |
| Votants                                                                           | Votants | 47 306                    | 47,26                     | 41 849                   | 41,81                    |
|                                                                                   | |                           | % des votants             |                          | % des votants            |
| Bulletins blancs                                                                  | Bulletins blancs                                                                                            | 729                       | 1,54                      | 2 623                    | 6,27                     |
| Bulletins nuls                                                                    | Bulletins nuls                                                                                              | 291                       | 0,62                      | 971                      | 2,32                     |
| Suffrages exprimés                                                                | Suffrages exprimés                                                                                          | 46 286                    | 97,84                     | 38 255                   | 91,41                    |
|                                                                                   | |                           |                           |                          |                          |
| Candidat Étiquette politique (partis et alliances)                                | Candidat Étiquette politique (partis et alliances)                                                          | Voix                      | % des exprimés            | Voix                     | % des exprimés           |
|                                                                                   | |                           |                           |                          |                          |
|                                                                                   | Jean-Marc Zulesi La République en marche                                                                    | 15 850                    | 34,24                     | 22 448                   | 58,68                    |
|                                                                                   | Antoine Baudino Front national                                                                              | 11 041                    | 23,85                     | 15 807                   | 41,32                    |
|                                                                                   | Sandra Dalbin Les Républicains (Union des démocrates et indépendants)                                       | 7 062                     | 15,26                     |                          |                          |
|                                                                                   | Nadia Graindorge La France insoumise                                                                        | 5 103                     | 11,02                     |                          |                          |
|                                                                                   | Clément Acar Parti socialiste                                                                               | 1 202                     | 2,60                      |                          |                          |
|                                                                                   | Mathieu Saintagne Europe Écologie Les Verts                                                                 | 1 029                     | 2,22                      |                          |                          |
|                                                                                   | Christiane Pujol Debout la France                                                                           | 997                       | 2,15                      |                          |                          |
|                                                                                   | Michel Frate Parti communiste français                                                                      | 931                       | 2,01                      |                          |                          |
|                                                                                   | Michel Cantinol Écologiste (Mouvement écologiste indépendant - Le Trèfle - Mouvement hommes animaux nature) | 672                       | 1,45                      |                          |                          |
|                                                                                   | Khaled Beghouach Divers gauche                                                                              | 553                       | 1,19                      |                          |                          |
|                                                                                   | Ange Tinelli Divers (Parti pirate)                                                                          | 365                       | 0,79                      |                          |                          |
|                                                                                   | Christian Péri Divers (Union populaire républicaine)                                                        | 326                       | 0,70                      |                          |                          |
|                                                                                   | Véronique Assiouras Parti radical de gauche                                                                 | 324                       | 0,70                      |                          |                          |
|                                                                                   | Geneviève Monténéro Divers (Parti animaliste)                                                               | 248                       | 0,54                      |                          |                          |
|                                                                                   | Jérôme Ravenet Écologiste (Mouvement 100 %)                                                                 | 221                       | 0,48                      |                          |                          |
|                                                                                   | Rémy Bazzali Lutte ouvrière                                                                                 | 204                       | 0,44                      |                          |                          |
|                                                                                   | Jean-Marie Mure-Ravaud Divers droite (Parti chrétien-démocrate)                                             | 158                       | 0,34                      |                          |                          |
| Source : Ministère de l'Intérieur - Huitième circonscription des Bouches-du-Rhône | |                           |                           |                          |                          |

Le suppléant de Jean-Marc Zulesi était Philippe Véran, chef d'entreprise, adjoint au maire de Salon-de-Provence.

### Élections législatives de 2022
Les élections législatives françaises de 2022 se déroulent les dimanches 12 et 19 juin 2022.
| Résultats des élections législatives des 12 et 19 juin 2022 de la 8e circonscription des Bouches-du-Rhône |                          |                          |                          |              |              |             |             |
| Candidat                                                                                                  | Candidat                 | Parti et coalition       | Nuance                   | Premier tour | Premier tour | Second tour | Second tour |
| Candidat                                                                                                  | Candidat                 | Parti et coalition       | Nuance                   | Voix         | %            | Voix        | %           |
| | Jean-Marc Zulesi         | LREM (ENS)               | ENS                      | 13 166       | 27,78        | 22 823      | 53,17       |
| | Romain Tonussi           | RN                       | RN                       | 12 004       | 25,33        | 20 104      | 46,83       |
| | Éric Deligny             | LFI (NUPES)              | NUP                      | 9 197        | 19,41        |             |             |
| | David Ytier              | LR (UDC)                 | LR                       | 7 074        | 14,93        |             |             |
| | Jean-Michel Farge        | REC                      | REC                      | 2 638        | 5,57         |             |             |
| | Daniel Mehl              | UNE (TUPV)               | ECO                      | 1 254        | 2,65         |             |             |
| | Edith Galharague         | LP (UPF)                 | DSV                      | 679          | 1,43         |             |             |
| | Boualam Aksil            | EAC                      | ECO                      | 442          | 0,93         |             |             |
| | Rémy Bazzali             | LO                       | DXG                      | 353          | 0,74         |             |             |
| | Victor Gago-Chidaine     | PA                       | ECO                      | 350          | 0,74         |             |             |
| | Sophie Imbert            | SE (CRIC)                | DIV                      | 237          | 0,50         |             |             |
| Votes valides                                                                                             | Votes valides            | Votes valides            | Votes valides            | 47 394       | 98,38        | 42 927      | 93,22       |
| Votes blancs                                                                                              | Votes blancs             | Votes blancs             | Votes blancs             | 563          | 1,17         | 2 364       | 5,63        |
| Votes nuls                                                                                                | Votes nuls               | Votes nuls               | Votes nuls               | 215          | 0,45         | 758         | 1,65        |
| Total | Total                    | Total                    | Total                    | 48 172       | 100          | 46 049      | 100         |
| Abstention                                                                                                | Abstention               | Abstention               | Abstention               | 54 662       | 53,16        | 56 801      | 55,23       |
| Inscrits / participation                                                                                  | Inscrits / participation | Inscrits / participation | Inscrits / participation | 102 834      | 46,84        | 102 850     | 44,77       |

Le suppléant de Jean-Marc Zulesi était Philippe Véran.

### Élections législatives de 2024
| Candidat                 | Candidat                 | Parti et coalition       | Nuance                   | Premier tour | Premier tour | Second tour | Second tour |
| Candidat                 | Candidat                 | Parti et coalition       | Nuance                   | Voix         | %            | Voix        | %           |
| ------------------------ | ------------------------ | ------------------------ | ------------------------ | ------------ | ------------ | ----------- | ----------- |
|                          | Romain Tonussi           | RN                       | RN                       | 30 987       | 44,63        | 34 269      | 50,24       |
|                          | Jean-Marc Zulesi         | RE (ENS)                 | ENS                      | 18 563       | 26,73        | 33 940      | 49,76       |
|                          | Alexandre Beddock        | LFI (NFP)                | UG                       | 13 938       | 20,07        | Retrait     | Retrait     |
|                          | Stéphanie Volpini        | LR                       | LR                       | 3 105        | 4,47         |             |             |
|                          | Céline Fanfan            | ÉAC                      | ECO                      | 1 882        | 2,71         |             |             |
|                          | Jeanne Vigier            | REC                      | REC                      | 617          | 0,89         |             |             |
|                          | Rémy Bazzali             | LO                       | EXG                      | 342          | 0,49         |             |             |
|                          |                          |                          |                          |              |              |             |             |
| Suffrages exprimés       | Suffrages exprimés       | Suffrages exprimés       | Suffrages exprimés       | 69 434       | 98,01        | 68 209      | 96,07       |
| Votes blancs             | Votes blancs             | Votes blancs             | Votes blancs             | 897          | 1,27         | 2 049       | 2,89        |
| Votes nuls               | Votes nuls               | Votes nuls               | Votes nuls               | 516          | 0,73         | 743         | 1,05        |
| Total                    | Total                    | Total                    | Total                    | 70 847       | 100          | 71 001      | 100         |
| Abstention               | Abstention               | Abstention               | Abstention               | 32 836       | 31,67        | 32 694      | 31,53       |
| Inscrits / participation | Inscrits / participation | Inscrits / participation | Inscrits / participation | 103 683      | 68,33        | 103 695     | 68,47       |

Le suppléant de Romain Tonussi est Daniel Captier, conseiller municipal de Salon-de-Provence.